# Kepler-4 b
Kepler 4 b è un pianeta con un raggio di 3,87 volte quello della Terra orbitante intorno alla stella Kepler-4, una nana gialla poco più massiccia del Sole e con un'età paragonabile (4,5 miliardi di anni) a quella del sistema solare. Si tratta del primo esopianeta scoperto dal telescopio spaziale Kepler.

## Scoperta

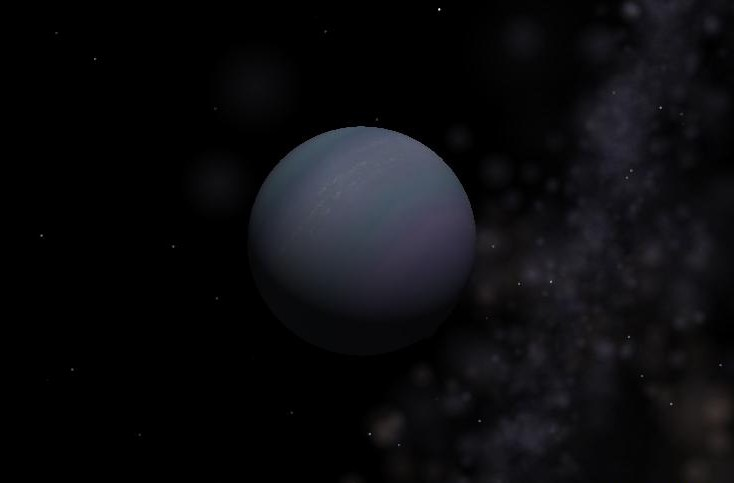
Kepler-4 b visto con il programma Celestia

È stato scoperto il 4 gennaio 2010 con il metodo del transito dal telescopio Kepler, successive osservazioni della velocità radiale della stella hanno poi confermato la sua natura planetaria, e si è potuto stimare la massa del pianeta.

## Caratteristiche fisiche
Il pianeta è paragonabile come dimensioni a Nettuno, a differenza di questo, vista la distanza dalla stella madre, le sue caratteristiche assomigliano a quella dei pianeti gioviani caldi, la sua distanza dalla stella è infatti oltre 10 volte inferiore di quella che divide Mercurio dal Sole; di conseguenza è certamente più caldo di qualsiasi pianeta del sistema solare, con una temperatura d'equilibrio attorno ai 1700 K. Il suo periodo orbitale è di soli 3,21 giorni.